# アルフレッド・フォルケ

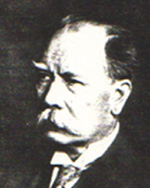
フォルケ

アルフレッド・フォルケ（Alfred Forke、1867年1月12日 - 1944年7月9日）は、ドイツの中国学者・中国哲学史家。

## 生涯
1867年、シェーニンゲンに生まれる。1899年、ロストック大学で法学博士号を取得。ベルリン大学東洋語研究所で中国語を学ぶ。1890年、清末北京にドイツ公使通訳官として赴任。厦門・上海・天津等の領事を歴任。1902年以降、上海総領事・北京東洋協会・上海アジア協会の会長を歴任。それらの傍ら中国学に従事。
1903年ベルリン大学教授。1910年から1914年、北京のドイツ公使館参事官。1914年から1918年、カリフォルニア大学バークレー校客員教授、1923年から1935年、ハンブルク大学教授（オットー・フランケの後任）。1933年『ドイツ教授陣のヒトラーへの宣誓』に署名。1944年、ハンブルクで逝去。

## 学問
ドイツ東洋学会の中国哲学研究の中心を担い、欧州全体に影響力を持った。
宇野精一は、フォルケとフランケを西洋哲学の素養がある中国学者として言及している。狩野直喜は、フォルケによる名家とソフィストの比較を紹介している。

## 主な著作
- Die Völker Chinas: Vorträge, Gehalten im Seminar für Orientalische Sprachen zu Berlin. 1907
  - 『支那民族論』高山洋吉 訳、生活社、1939年。NDLJP:1875326；NDLJP:1244293
  - 『中国人』高山洋吉 訳、刀江書院、1972年。NDLJP:12145984
- Lun-Hêng. 1907-1911（王充『論衡』訳注[1]）
- The World-Conception of the Chinese. 1925
  - 『支那自然科学思想史』小和田武紀 訳、生活社、1939年。NDLJP:1870061；NDLJP:1217701
- Gedankenwelt des chinesischen Kulturkreises. 1927
  - 『支那文化科学概説』原富男；石本泰守 訳、章華社、1936年。NDLJP:1914462；NDLJP:1217541
- 『中国哲学史』三部作
  - Geschichte der alten chinesischen Philosophie. 1927. Google books
  - Geschichte der mittelalterlichen chinesischen Philosophie. 1934. Google Books
    - 書評: カール・ウィットフォーゲル「アルフレッド・フォルケ『中世支那哲学史』」『支那社会の科学的研究』平野義太郎；宇佐美誠次郎 訳、岩波書店〈岩波書店〉、1939年。NDLJP:1903188；NDLJP:1688986

  - Geschichte der neueren chinesischen Philosophie. 1938. Google Books